# The Hufters
The Hufters was een Nederlandse punkband uit 's-Hertogenbosch die begin jaren 90 opgericht werd door Dirk van Veldhoven (gitaar), Quinten Sassen (gitaar), Ton Klootwijk (zang), Marton Pennings (bas) en Hans Jacobs (drums). De band was actief tijdens de punkrevival van de jaren 90 in Nederland.

## Geschiedenis
De tweede bezetting (1993-1997), waarin Ton en Marton waren vervangen door Rob van Veenendaal en Sander Groenen, verwierf een geduchte live-reputatie in het clubcircuit. De band deed voorprogramma's voor bands als The Vibrators, The Splatterheads en The Dickies. 
In 1994 kwam het eerste demo van The Hufters uit. De cd telt negen tracks en werd live opgenomen in de Willem II concertzaal door Jan Calis, waarna het uitgebracht werd in een oplage van 500 stuks. In dit jaar deed The Hufters ook mee aan De Wraak van Brabant, een talentenshow voor bands en muzikanten uit Brabant. De band speelde een voorronde en een semi-finale, maar bereikte de finale niet. Finalisten dat jaar waren onder andere Thunderin' Hearts, Undeclinable Ambuscade en City Pig Unit. In 1995 werd de tweede demo opgenomen, getiteld Roadkill. Ook dit album werd opgenomen door Jan Calis in de Willem II concertzaal. Als bonus werden de nummers van de eerste demo en vier live-tracks bij het album toegevoegd. Op 7, 8 en 9 augustus 1996 werden er twaalf nummers opgenomen en gemixt in de Double Noise studio in Tilburg. Dit studioalbum was getiteld Hufters en werd onder eigen beheer uitgebracht in een oplage van 500 stuks. Een jaar daarvoor, in 1995, waren er al drie nummers van de band op het compilatiealbum Bijna Boven! (Volume 1) verschenen, dat werd uitgegeven door Stichting Brabant Pop om rockmuziek uit Noord-Brabant bekender te maken bij een groter publiek. Hoewel deze nummers waren niet tijdens de opnamesessies in de Double Noise studio zijn opgenomen, is het nummer "Terry's Ride" wel op beide albums te horen.
Na nog wat bezettingswisselingen hielden The Hufters in 1998 op te bestaan. Gitarist Dirk Van Veldhoven is hierna verder gegaan in Nervous Boys en later ook in de rockband Rocket 75, waar hij samen met Hans Jacobs in speelt. Hans Jacobs speelde overigens vóór de oprichting van The Hufters al in ska-band Let's Quit. Sander Groenen speelde voor the Hufters al bij Die Naske Bananenen. Groenen richtte daarna de bands Rancour en Ratz op en speelde later in  BluesBeats. Rob van Veenendaal is als zanger en basgitarist bij de band Straf gaan spelen, die hij in 2009 weer verliet. Gitarist Quinten Sassen is op 23 juli 2013 overleden.

## Leden
- Dirk van Veldhoven - gitaar (1990-1998)
- Quinten Sassen - gitaar (1990-1998, †)
- Ton Klootwijk - zang (1990-1993)
- Marton Pennings - basgitaar (1990-1993)
- Hans Jacobs - drums (1990-1998)
- Rob van Veenendaal - zang (1993-1997)
- Sander Groenen - basgitaar (1993-1997)

## Discografie
Albums
De band heeft in totaal drie muziekalbums opgenomen. Alle albums zijn cd's en uitgebracht in een oplage van 500 stuks.
- The Hufters (demo met negen tracks, 1994)
- Roadkill (demo met tien tracks, 1995)
- Hufters (studioalbum met twaalf tracks, 1996)

Nummers op compilatiealbums
- Bijna Boven! (Volume 1) (1995, Stichting Brabant Pop)

1. "Terry's Ride" - 2:03
2. "DSR" - 2:22
3. "Little Miss Joyride" - 4:17